# Dieci incredibili giorni (romanzo)
Dieci incredibili giorni (titolo originale Ten Days' Wonder) è un romanzo giallo di Ellery Queen, pubblicato nel 1948.
Da questo libro fu tratto nel 1971 il film omonimo, diretto da Claude Chabrol e interpretato da Orson Welles, Anthony Perkins, Marlène Jobert e Michel Piccoli nella parte di un anziano professore che prende il posto del personaggio di Ellery Queen, assente nella trasposizione cinematografica.

## Trama
Quando Howard Van Horn si risveglia in una squallida pensione di una zona malfamata di New York, non ha idea né di chi sia, né di dove sia, né di come abbia trascorso gli ultimi diciannove giorni. Infatti Howard soffre di ricorrenti attacchi di amnesia, durante i quali si allontana da casa e non sa dove si rechi e cosa faccia. Ha solo un timore, che cresce con il passare del tempo: quello di avere commesso un delitto durante uno o più dei suoi attacchi. Questa volta la paura è talmente forte da spingerlo a fare quello che rimandava da tempo: chiedere l'aiuto di Ellery Queen, che aveva conosciuto prima della guerra, a Parigi. Howard prega Ellery di seguirlo a casa sua, a Wrightsville, e di sorvegliarlo senza perderlo mai di vista, così da trovare una risposta all'angosciante quesito. Piuttosto di malavoglia Ellery accetta, ma appena giunto a Wrightsville si ritrova invischiato in una intricata situazione familiare e nei complessi legami emotivi tra Diedrich Van Horn, il padre di Howard, la sua giovane moglie Sally, lo stesso Howard e suo zio Wolfert. Una serie di bizzarri incidenti apparentemente non collegati tra loro culmineranno infine in uno spettacolare delitto, che Ellery dovrà aspettare l'ultimo giorno, il decimo giorno appunto, per riuscire a risolvere appieno.

## Personaggi principali
- Howard Van Horn -  scultore
- Diedrich Van Horn - imprenditore, padre di Howard
- Sally Van Horn - moglie di Diedrich
- Wolfert Van Horn - fratello e socio in affari di Diedrich
- Christina Van Horn - madre di Diedrich e Wolfert
- Laura, Eileen - domestiche
- J.P. Simpson - titolare di un'agenzia di pegni
- Chalanski - procuratore distrettuale
- Grupp - coroner
- Dakin - capo della polizia di Wrightsville
- Ellery Queen - scrittore, investigatore

## Opere derivate
Dieci incredibili giorni (titolo originale La décade prodigieuse), film del 1971 diretto da Claude Chabrol, con Orson Welles, Anthony Perkins, Marlène Jobert e Michel Piccoli.

## Edizioni italiane
- Dieci giorni di dubbio, traduzione di Enrico Hirschhorn, Collana Amena n.18, Milano, Garzanti, 1950.  - Collana Serie gialla n.74, Garzanti, 1956.
- Dieci incredibili giorni, traduzione di Anonimo, Collana I Classici del Giallo n.138, Milano, Mondadori, maggio 1972.
- Dieci incredibili giorni, traduzione di Anonimo, Collana Oscar n.1913 (Oscar Gialli n.153), Mondadori, 1986,  p. 200, ISBN 978-88-04-28778-0. - Classici del Giallo n.784, Mondadori, gennaio 1997; Classici del Giallo n.1386, Mondadori, 2016; Collana Il Giallo, Mondadori, 2023, ISBN 978-88-047-6947-7; Classici del Giallo n.1481, Mondadori, giugno 2024.